# Douglas Kennedy
Douglas Kennedy (n. 22 octombrie 1955, New York City, New York, SUA) este un scriitor  american, cu recunoaștere internațională, stabilit în Europa. Este autor de piese de teatru, romane de acțiune și de dragoste, precum și de jurnale de călătorie. Personajele lui Kennedy sunt, în marea lor majoritate, femei, autorul reușind să le prezinte perspectiva într-un mod convingător, realist și original. Este cunoscut pentru romane ca The Big Picture, The Heat of Betrayal sau The Moment, toate având succes comercial și fiind traduse în peste douăzeci de limbi. Recunoașterea sa nu a venit doar din partea numărului impresionant de cititori, cărțile sale vânzându-se în peste 17 milioane de exemplare, ci și din partea criticii, primind distincția franceză de Cavaler al Ordinului Artelor și Literelor, în 2007, și Marele Premiu al ziarului Le Figaro, în 2009. Este, de asemenea, un autor activ în publicațiile seriale europene, spre exemplu ziarele The Sunday Times, The Sunday Telegraph, The Listener, New Stateman, The Guardian și  revistele Esquire și GQ. Are o relație specială cu Irlanda, unde a studiat și lucrat, dar mai ales cu Franța, unde se bucură de apreciere și unde are un număr impresionant de cititori. Unele dintre romanele sale au devenit subiecte de film, Temptation și The Woman in the Fifth fiind ecranizate și bucurându-se nu doar de o distribuție deosebită (Romain Duris și Marina Fois, respectiv Kristin Scott Thomas și Ethan Hawke), ci și de succes printre cinefili. Kennedy este și autorul unui podcast, unde pune în discuție teme actuale, de interes pentru cei care îl urmăresc cu fidelitate.

## Biografie
Douglas Kennedy Arhivat în 1 ianuarie 2020, la Wayback Machine. s-a născut la New York, în anul 1955, fiind primul copil al unui broker de mărfuri, ulterior director de companie și colaborator al CIA, și al unei asistente de producție a televiziunii NBC, cu sindrom maniaco-depresiv. Are doi frați. A urmat studiile la Collegiate School  și a absolvit,  magna cum laude,  masteratul, la Colegiul Bowdoin⁠(d), în anul 1976. De asemenea, a studiat un an la Colegiul Trinity din Dublin⁠(d). Am avut ca principală specializare, istoria, a explicat Kennedy. Retrospectiv, cred că această specializare oferă o pregătire mult mai bună pentru un romancier. O mare parte din ceea ce scriu în romanele  mele este rodul observației; urmăresc comportamentul. Studiind istoria omenirii, vezi cum se repetă la nesfârșit comedia umană. În munca mea, sub orice formă se prezintă ea, mă lupt cu tot ceea ce înseamnă să fii american din acest punct de vedere.
În anul 1974 ocupă, la New York, un post la un teatru de rang secund, pe Broadway, care însă nu îi oferă mari satisfacții profesionale. În 1977, aflat între două producții, se întoarce la Dublin și se hotarăște să se stabilească  în Europa. Dorește cu orice preț să devină dramaturg și își începe demersul prin a pune bazele unei companii de teatru, alături de un prieten. Ulterior, a fost angajat să administreze The Peacock,⁠(d) companie a Teatrului Abbey (Teatrul Național al Irlandei). De asemenea, a fost co-producătorul filmului  irlandez de dramă, Attracta, cu Wendy Hiller în rolul principal. Începând cu anul 1983, renunță la postul ocupat la teatru și se dedică exclusiv scrisului.  În anul 1985, se căsătorește cu Grace Patricia Carley, cu care are doi copii, un fiu, Max, născut în anul 1990, diagnosticat cu o afecțiune din spectrul autist și o fiică, Amelia. După mai multe piese de teatru pentru Radio BBC și una pentru scenă, a decis să schimbe genul literar, scriind prima sa carte, Dincolo de piramide, publicată în 1988.  Cartea fructifică experiența personală a scriitorului, din călătoria în Egipt. În același an se mută la Londra, împreună cu soția sa. În anul 2009, divorțează de prima sa soție, pentru a se căsători a doua oară, în anul 2012, cu Christine Ury, psihoanalistă din Montreal, dar divorțează din nou. Își împarte timpul între Londra, Paris, Berlin, Montreal, Maine și New York. Douglas Kennedy este ateu.

## Cariera literară
Douglas Kennedy este autorul a cincisprezece romane, printre care The Big Picture,1997, apărut în limba română, în același an, la Editura Orizonturi, sub titlul Identități furate, The Pursuit of Happiness, 2001, apărut în limba română, în 2008, la Editura Trei, cu titlul Jocurile destinului, A Special Relationship, apărut în limba română, tot în anul 2008 și tot la Editura Trei, cu titlul O relație specială, State of the Union, 2005, apărut în limba română în anul 2013, la Editura Trei, cu titlul Farmecul discret al vieii conjugale, Leaving the World, 2009, apărut în limba română în anul 2010, tot la Editura Trei, cu titlul Nu pleca..., The Moment, 2011 (apărut în limba română în 2014, la Editura Trei, cu titlul Clipa ) sau Five Days, 2013, apărut în limba română în anul 2014,  la Editura Trei, cu titlul Cinci zile. Un alt roman al său, The Heat of Betrayal, fost publicat de Editura Random House UK în 23 aprilie 2015, apoi în Franța, de Editura Belfond, sub titlul "Mirage", în 7 mai 2015, pentru ca  ediția americană să apară în februarie 2016, sub titlul Țhe Blue Hour, la Editura Atria (o divizie a Editurii Simon și Schuster), iar în limba română, la Editura Trei, sub titlul Trădarea. Este, de asemenea, autorul a trei cărți de călătorie: Beyond the Pyramids. Travel in Egypt, 1988, In God’s Country. Travels in the Bible Belt, U.S.A., 1989, și Chasing Mammon. Travels in the Pursuit of Money, 1992.
După trei thrillere psihologice, din 2001, scrisul lui Douglas Kennedy cunoaște o schimbare radicală de stil, ce se orientează acum spre povești de dragoste marcate de tragism, povești de familie, despre oameni bogați și inteligenți care însă, prin circumstranțe neașteptate, ajung să se împotmolească fatal în capcanele vieții, din care, cel mai adesea, nu  reușesc să mai iasă. Romanele lui Douglas Kennedy sunt scrise având ca fundal, de cele mai multe ori, peisaje europene, dar și americane, cum este cazul penultimului său roman, The Great Wide Open, publicat în 2017, în Franța, și în 2019, în SUA și Marea Britanie, un bildungsroman de peste 600 de pagini, a cărui acțiune se întinde de-a lungul mandatelor a patru președinți americani, Nixon, Ford, Carter și Reagan. Orientarea către romanul feminist nu a însemnat însă renunțarea la un suport literar solid, scrisul lui Douglas Kennedy ramânând la fel de serios, documentat și subtil.
Cel mai recent roman al său, Isabelle in the Afternoon, a fost publicat de Editura Penguin Random House, în ianuarie 2020.
Peste 17 milioane de exemplare ale cărților sale au fost vândute în întreaga lume, iar opera sa a fost tradusă în douăzeci și două de limbi, În anul 1998, a primit premiul WHSmith Thumping Good Read, pentru romanul său The Big Picture, iar în 2003, premiul literar Lucien Barriere, la Festivalul filmului american de la Deauville, pentru romanul Temptation. Pentru The Moment și Leaving the World, Kennedy a primit distincția franceză de Cavaler al Odinului Artelor și Literelor, în 2007. În noiembrie 2009, a primit Marele Premiul al ziarului Le Figaro, pentru întreaga sa operă.
Cariera literară a lui Douglas Kennedy a fost completată și de cea publicistică: a colaborat mai mulți ani la  ziarul Irish Times, a scris articole pentru The Sunday Times, The Sunday Telegraph, The Listener, New Stateman, the Guardian și edițiile britanice ale revistelor Esquire și GQ. A publicat un articol și în El Pais, în 2020, intitulat Will Capitalism Collapse Like a House of Cards?, în care își prezintă viziunea politică.
Trei dintre romanele sale au fost ecranizate: după romanul său de debut, din 1997, cu Johnathon Schaech și Susie Porter în rolurile principale, intitulat Welcome to Woop Woop, apoi după Temptation,  filmul omonim, cu Romain Duris și Marina Fois, ar în 2011, The Woman in the Fifth, care a fost ecranizat sub titlul The Mysterious Stranger, avându-i ca protagoniști pe Kristin Scott Thomas și Ethan Hawke.
Douglas Kennedy este și autorul unui podcast, Arhivat în 10 iunie 2021, la Wayback Machine. prin intermediul căruia pune în discuție subiecte personale, politice sau literare.